# Các đền thờ cự thạch của Malta
Các đền thờ cự thạch của Malta (tiếng Malta: It-Tempji Megalitiċi ta' Malta) là quần thể bao gồm các đền thờ thời tiền sử, một số trong đó đã được UNESCO công nhận là Di sản thế giới. Chúng được xây dựng trong ba giai đoạn khác nhau từ giữa năm 3.600 TCN cho đến năm 700 TCN. Đây từng được coi là những cấu trúc đứng tự do lâu đời nhất trên Trái đất cho đến khi Göbekli Tepe được phát hiện ra. Các nhà khảo cổ học tin rằng, những quần thể đền thờ cự thạch này là kết quả của sự đổi mới ở địa phương trong quá trình tiến hóa văn hóa. Điều này dẫn đến việc xây dựng một số ngôi đền thuộc giai đoạn Ġgantija (từ năm 3.600-3.000 TCN), đỉnh cao là quần thể đền thờ Tarxien lớn vẫn được sử dụng cho đến năm 2.500 TCN. Sau khoảng thời gian này, văn hóa xây dựng đền thờ dần biến mất.
Đền thờ Ġgantija đã được UNESCO công nhận là Di sản thế giới từ năm 1980. Đến năm 1992, Ủy ban Di sản thế giới tiếp tục mở rộng thêm năm địa điểm khác là Ħaġar Qim, Mnajdra, Ta' Ħaġrat, Skorba, và Tarxien. Ngày nay, các địa điểm này được quản lý bởi Cục Di sản Malta, trong khi quyền sở hữu các vùng đất xung quanh của nhiều cơ quan quản lý khác nhau tùy thuộc địa điểm. Ngoài các đền thờ trên, còn nhiều đền thờ cự thạch khác ở Malta không nằm trong danh sách Di sản thế giới của UNESCO như là Đền thờ Kordin, Santa Verna, Buġibba, Xrobb l-Għaġin hay Borġ in-Nadur.

## Lịch sử
Các đền thờ là kết quả xây dựng từ năm 5.000 đến 2.200 TCN. Có bằng chứng về hoạt động của con người ở các đảo kể từ Thời đại đồ đá mới (khoảng năm 5.000 TCN) thông qua các mảnh gốm, tàn dư của lửa và nhiều mảnh xương. Khoảng thời gian và hiểu biết về từng giai đoạn xây dựng các ngôi đền là không dễ dàng.
Hơn nữa, trong một số trường hợp, các dân tộc thời kỳ đồ đồng sau này đã xây dựng các địa điểm của riêng họ trên các đền thờ thời kỳ đồ đá mới, do đó thêm một yếu tố gây nhầm lẫn cho các nhà nghiên cứu trước đây là không có công nghệ xác định thời kỳ hiện đại. Nhà khảo cổ học Malta nổi tiếng cuối thế kỷ 20 là Themistocles Zammit đã xác định các đền thờ thời đại đồ đá mới từ năm 2.800 TCN và văn hóa Tarxien thời đại đồ đồng tới năm 2.000 TCN. Tuy nhiên, khoảng thời gian này được các học giả khác coi là lớn hơn quá nhiều, và đã đề xuất giảm đi nửa thiên niên kỷ mỗi thời đại. Nhưng với việc thử độ tuổi bằng đồng vị cacbon đã ủng hộ ý kiến của Żammit. Một giả thuyết cho rằng, đền thờ nghệ thuật này có mối liên kết với Nền văn minh Aegean.

### Giai đoạn Ġgantija (3.600-3.000 TCN)
Giai đoạn Ggantija được đặt theo tên của đền thờ cự thạch Ġgantija nằm trên đảo Gozo. Nó đại diện cho sự phát triển quan trọng trong sự phát triển văn hóa của người tiền sử thời đại đồ đá mới trên các hòn đảo. Giai đoạn này thuộc về những ngôi đền được xây dựng sớm nhất, trong đó có hai ngôi đền đầu tiên của Ġgantija đã chi phối giai đoạn phát triển và kế hoạch xây dựng các đền thờ của con người trong thời kỳ này, kế hoạch hình cỏ ba lá hoặc hình quả thận được tìm thấy ở Mġarr đông, Skorba, Kordin và nhiều tiểu khu khác, và hình năm cánh tại Ġgantija Nam, Tarxien Đông.

### Giai đoạn Saflieni (3300–3000 TCN)

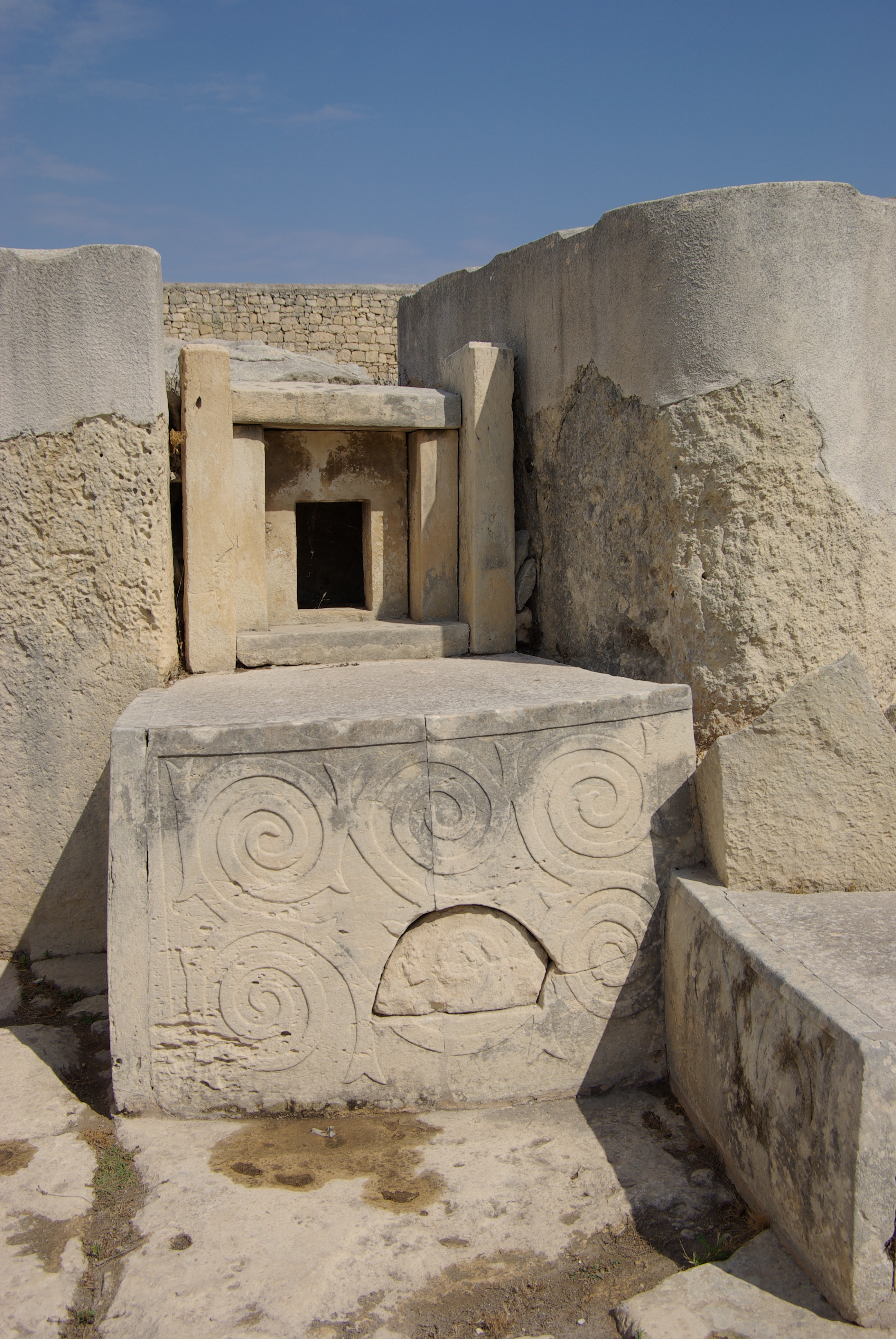
Một bàn thờ đá tại Quần thể đền thờ Tarxien

Đây là giai đoạn chuyển tiếp giữa hai giai đoạn quan trọng. Tên của nó bắt nguồn từ một Di sản thế giới khác là Hầm mộ Ħal Saflieni. Thời kỳ này mang những đặc điểm tương tự của các hình dạng giai đoạn Ġgantija, nhưng cũng có sự mới mẻ với hình dáng của chiếc bát hai chóp mới.

### Giai đoạn Tarxien (3150–2500 TCN)
Giai đoạn này là đỉnh cao của nền văn minh xây dựng đền thờ cự thạch. Nó được đặt theo tên của tổ hợp đền thờ Tarxien nằm cách Cảng Lớn Valletta chỉ vài kilômét. Nó thuộc về hai giai đoạn cuối cùng trong sự phát triển của kế hoạch xây dựng đền thờ. Đại diện cho giai đoạn này là đền Ġgantija tây, Tarxien, Ħaġar Qim và L-Imnajdra với sự mới mẻ của hốc cạn phía cuối đền thờ thay vì một lối đi. Văn hóa Đền thờ đạt đến đỉnh cao trong thời kỳ này, cả về sự khéo léo trong việc tạo hình đồ gốm, cũng như trong trang trí điêu khắc, cả hai đều độc lập và nhẹ hơn.
Những bức phù điêu xoắn ốc giống như những hình ở Tarxien đã từng tô điểm cho những ngôi đền Ġgantija, nhưng đã mờ dần đến mức độ mà chúng chỉ có thể nhận ra rõ ràng trong một loạt các bức vẽ của họa sĩ Charles de Brochtorff từ năm 1829, ngay sau khi đền thờ được khai quật. Giai đoạn này đặc trưng bởi sự đa dạng của đồ gốm và kỹ thuật trang trí đền thờ. Hầu hết các hình dạng có xu hướng góc cạnh, hầu như không có tay cầm hoặc gắn dây. Đất sét được chuẩn bị tốt và tạo hình rất vất vả, trong khi tảng đá có bề mặt cạo cũng có độ bóng cao. Trang trí cạo bề mặt này vẫn là thông dụng, nhưng nó trở nên phức tạp và thanh thoát hơn, mô típ phổ biến nhất là loại hình xoắn ốc.